# Governo Casella
Il Governo Casella è stato il diciannovesimo governo del Regno delle Due Sicilie.

## Composizione
- Francesco Angelo Casella presidente del consiglio e ministro Segretario di Stato alla guerra
- Pietro Calà Ulloa, duca di Lauria: Ministro Segretario di Stato di Grazia e Giustizia
- Salvatore Carbonelli, Barone: Ministro Segretario di Stato delle Finanze
- Federigo del Re, Retroammiraglio: Ministro Segretario di Stato della Marina